# Jarnsaxa (měsíc)
Jarnsaxa (vyslovováno /jɑrnˈsæksə/) je malý měsíc planety Saturn. Jeho objev byl oznámen 26. června 2006 vědeckým týmem, jehož členy jsou Scott S. Sheppard, David C. Jewitt, Jan Kleyna a Brian G. Marsden. Nalezen byl během pozorování provedených mezi 5. lednem a 29. dubnem 2006. Po svém objevu dostal dočasné označení S/2006 S 6. V dubnu 2007 byl nazván Jarnsaxa, po obryni jménem Járnsaxa z norské mytologie. Dalším jeho názvem je Saturn L.
Jarnsaxa patří do skupiny Saturnových měsíců nazvaných Norové.

## Vzhled měsíce
Předpokládá se, že průměr měsíce Jarnsaxa je přibližně 6 kilometrů (odvozeno z jeho albeda).

## Oběžná dráha
Jarnsaxa obíhá Saturn po retrográdní dráze v průměrné vzdálenosti 18,6 milionů kilometrů. Oběžná doba je 943,8 dní.